# Klingonské srdce
Klingonské srdce (v anglickém originále Heart of Glory) je v pořadí dvacátá epizoda první sezóny seriálu Star Trek: Nová generace.

## Příběh
USS Enterprise D obdrží zprávu od Hvězdné flotily o údajném souboji v kvadrantu devět, v blízkosti neutrální zóny. Mají za úkol zjistit, co se stalo. Na místě objeví těžce poškozenou talarianskou nákladní loď. Dat skrz senzory hlásí selhávání všech lodních systémů, včetně podpory života. Senzory dále zachytí v lodní strojovně známky života. William Riker, Dat a Geordi La Forge se na loď transportují. Geordi vyzkouší na svém vizoru nový vysílač, takže posádka na můstku má možnost pozorovat vše jeho očima. Jsou vidět jen neurčité obrazy podobné stínům, jež se Geordi postupem času naučil rozeznávat. Vizorem Geordi objeví trhliny v lodním plášti, během pár minut hrozí exploze. Výsadek proto spěchá do strojovny, kde nalezne tři živé Klingony. Jeden z nich je těžce raněný. Všichni se na poslední chvíli stihnout transportovat zpátky na Enterprise.
Na ošetřovně se doktorka Beverly Crusherová stará o raněného. Kapitán Korris líčí Picardovi, co je potkalo. Talariané je přepravovali na vzdálené stanoviště, když byli napadeni ferengskou lodí. Nevědomky se dostali do neutrální zóny. Ferengy se jim podařilo přelstít, přitom jejich loď údajně museli zničit. Worf namítá, že nebyly nalezeny stopy po výstřelech Ferengů. Korris tvrdí, že protivníci používali klingonské zbraně. Raněný Klingon na ošetřovně umírá, zbylí Klingoni včetně Worfa spustí dle svých zvyklostí rituální řev. Varují tak mrtvé Klingony, že k nim přichází válečník. Picard míní, že Korris jim neřekl celou pravdu, na odpověď Flotily budou ale muset nějakou dobu čekat.
Worf dostane Klingony na starost, vede je do kajuty. Oba se snaží zjistit, jestli má jejich druh po letech strávených mezi lidmi stále duši válečníka. Worf jim vypráví o svém dětství a pozdějších letech, kdy se spolu se svým nevlastním bratrem přihlásil ke studiu na Akademii. Worfův nevlastní bratr studia brzy zanechal, ale Worf jej dokončil. Pak se stal prvním Klingonem Hvězdné flotily. Oba Klingoni mu na oplátku svěří, co se skutečně stalo. Společně unesli talarianskou loď a hledali planetu, kde by mohli vést život jako válečníci. Odmítají uznat klingonskou mírovou politiku posledních let. Loď kterou zničili nebyla ferengská, ale klingonská. Korris nechtěl bojovat proti svým bratrům, neměl ale na výběr.
Přilétá klingonský dravý pták. Jeho kapitán K'Nera sděluje posádce Enterprise, že Korris s ostatními zničili klingonskou loď. Jsou to zločinci a požaduje jejich vydání. Tasha s bezpečnostním týmem Klingony zadrží a uvězní. Na můstku Worf požádá K'Neru, aby dostali oba možnost zemřít se ctí jako válečníci. Jeho návrh není přijat.
Oba vězňové zatím sestavili z částí svého oblečení disruptor. S jeho pomocí odstraní silové pole věznice a zabíjí strážného. Při přestřelce s druhým strážným je zabit také Korrisův druh. Korris uprchne do strojovny, kde hrozí zničením warpového jádra. Výbuch by zničil celou loď. Worf informuje kapitána o situaci. K'Nera nabízí na pomoc své lidi, ale Picard odmítá. Korris žádá k rozhovoru jen Worfa. Worf jde tedy k němu. Korris mu nabízí, aby se k němu přidal. Společně uprchnou a budou žít jako praví Klingoni. Worf odmítá, dle něj k pravému válečníkovi patří také hodnoty jako služba, čest a loajalita. Korris mu vyčítá, že už není žádný Klingon. Worf odpoví, že zřejmě ne, a nato Korrise zastřelí. Pak sám spustí pokřik za jeho duši.
Na můstku Picard oznámí K'Nerovi, že všichni uprchlíci jsou mrtví. K'Nera pak nabízí Worfovi místo na klingonské lodi, až ukončí službu na Enterprise. Worf je poctěn ale odmítne. Klingonský křižník odlétá. Worf zvědavému kapitánovi sdělí, že nemá v úmyslu opustit Enterprise. Picard nařídí kurs na hvězdnou základnu 84 a oznamuje Worfovi, že by všem na můstku chyběl.

## Zajímavosti
- Pro epizodu ještě nebyl k dispozici žádný model klingonské lodi. Proto byl převzat vzor z filmu Star Trek: Film.